# جبل آبيدر

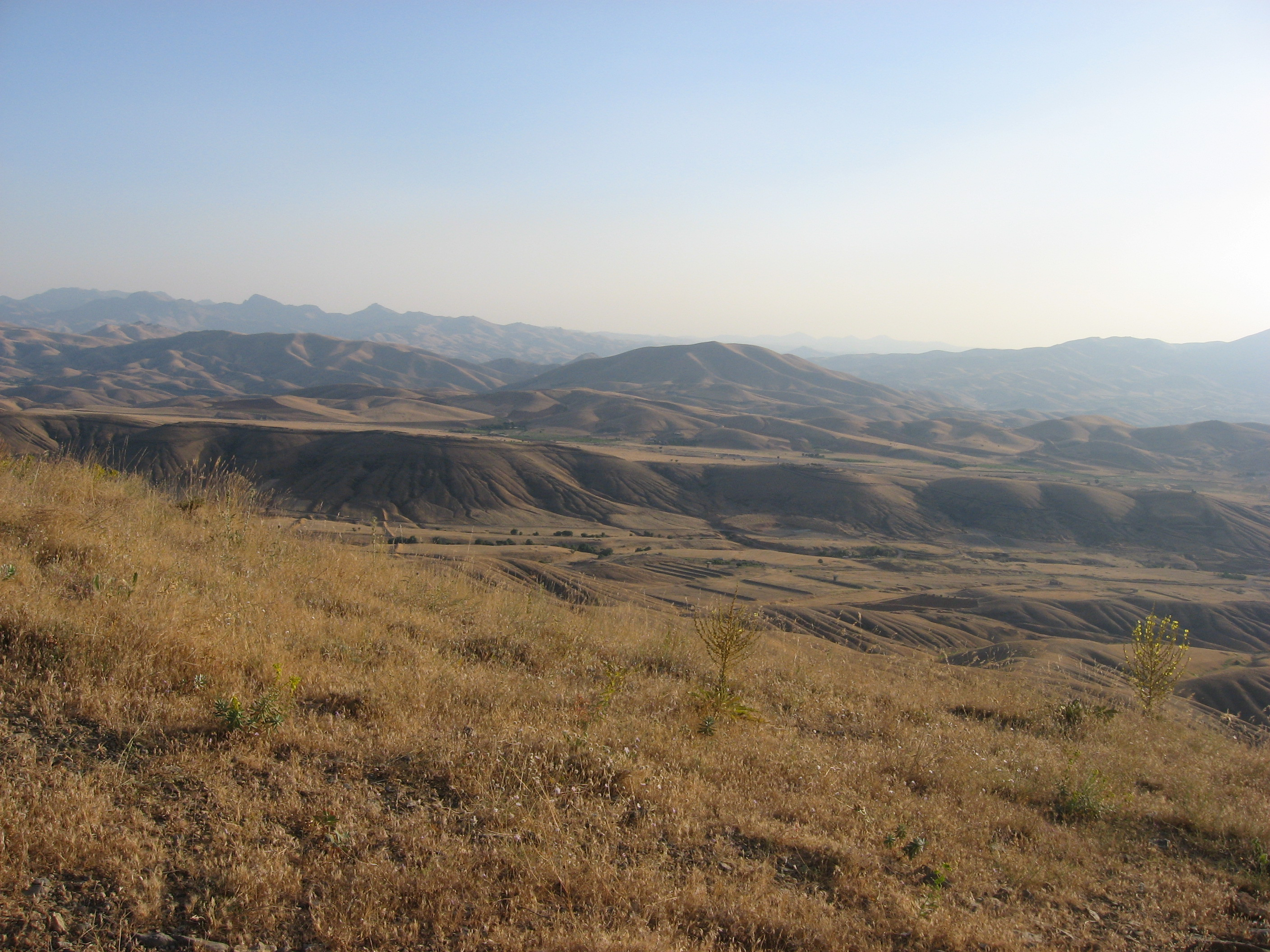
الجانب الغربي من جبل آبيدر

آبيدر (بالكردية ئاویه‌ر,Awîyer) (بالفارسية آبيدر) وهو جبل يقع بالقرب من مدينة سنندج باتجاه الشرق بمحافظة كردستان غرب إيران ويبلغ ارتفاع جبل آبيدر حوالي 2550 متر فوق مستوى سطح البحر.